# デヤン・ペトコヴィッチ
デヤン・ペトコヴィッチ（Dejan Petković、キリル文字表記: Дејан Петковић、1972年9月10日 - ）は、セルビア出身の元ユーゴスラビア代表サッカー選手、サッカー指導者。現役時代のポジションは主にフォワード。ニックネームは「ランボー」。

## 経歴
ラドニチュキ・ニシュ、レッドスター・ベオグラードを経て、スペインのレアル・マドリードに移籍。レアル・マドリードからセビージャやラシン・サンタンデールに貸し出されたこともあったが、どのクラブでも目立った活躍は出来なかった。1997年にブラジルのヴィトーリアに移籍すると、スペインでの不遇の日々から一転して成功を収めた。
イタリアのヴェネツィアを経て、2000年からは再びブラジルに戻りフラメンゴに加入。フラメンゴでは2000年、2001年のリオデジャネイロ州選手権優勝に貢献した。2001年の州選手権決勝では、自らのゴールでライバルのヴァスコ・ダ・ガマを破り、クラブを3年連続優勝に導いた。
ユーゴスラビア代表としては7試合に出場して1得点を挙げた。

## タイトル

### 個人
- ボーラ・ジ・オーロ・ベストイレブン : 2004, 2005, 2009